# Ralph Lange

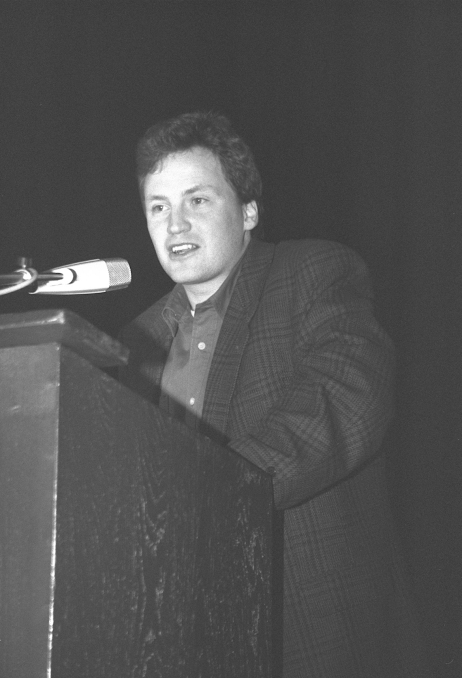
Ralph Lange 1993

Ralph Lange (* 1967 in Lüdenscheid) ist ein deutscher Politiker (FDP). Er war von 1993 bis 1995 Bundesvorsitzender der Jungen Liberalen (JuLis).
Lange erwarb am Andreas-Vesalius-Gymnasium Wesel seine Hochschulreife und studierte in Düsseldorf von 1987 bis 1996 Mathematik und Informatik. Er wurde im März 1993 auf dem 7. Bundeskongress der JuLis in Essen zum Bundesvorsitzenden und damit zum Nachfolger Birgit Homburgers gewählt.
Mit Lange an der Spitze verschärfte sich die Kritik und Distanz zur Mutterpartei FDP erheblich, zumal Lange nicht wie Homburger Mitglied der Bundestagsfraktion und damit anderen Loyalitäten verpflichtet war. Die JuLis kritisierten medienwirksam die „Umfaller“ der FDP bei der Pflegeversicherung und die Versuche eines Großteils der Bundestagsfraktion um den Rechtspolitiker Detlef Kleinert, die FDP auf den „Großen Lauschangriff“ vorzubereiten. Auch gegen nationalliberale Tendenzen in der FDP ging Lange massiv vor, insbesondere gegen Alexander von Stahl und den hessischen Landtagsabgeordneten Heiner Kappel. Gegen den Widerstand Otto Graf Lambsdorffs, aber mit Unterstützung Hans-Dietrich Genschers fasste der FDP-Bundesvorstand auf Antrag Langes den Beschluss, den Ausschluss der rechtspopulistischen Freiheitlichen Partei Österreichs aus der Liberalen Internationale zu unterstützen.
Feierten Langes JuLis anfangs noch die Wahl Klaus Kinkels zum Bundesvorsitzenden der FDP, so rückten sie ihn bald immer stärker ins Zentrum ihrer Kritik, auch in der Menschenrechtspolitik. Als 1994 der damalige chinesische Ministerpräsident auf Staatsbesuch in Deutschland war, demonstrierten die JuLis, angeführt von Lange und der JuLi-Pressesprecherin Silvana Koch-Mehrin mit einer Freiheitsstatue am Tegernsee. Daraufhin ließ der Ministerpräsident diesen Teil des Staatsbesuchs ausfallen. Die Staatsanwaltschaft in München sah die Aktion als nicht angemeldete öffentliche Versammlung an und verhängte ein Bußgeld.
Vor der Bundestagswahl 1994 nahm innerhalb der Jugendorganisation die Kritik an der FDP-Führung zwar nicht ab, der Wunsch nach einem geschlossenen Auftreten gegenüber dem politischen Gegner aber zu. Die Öffentlichkeit nahm in dieser Zeit weniger seinen Einsatz im Bundestagswahlkampf als seine Kritik an Kinkel zur Kenntnis. Wenige Tage vor der Wahl formulierte Lange in einer Pressekonferenz eine Art Sechs-Prozent-Hürde: Wenn Kinkel diese verfehle, müsse er als FDP-Chef zurücktreten.
Nach der Bundestagswahl verstärkte Langes Rede auf dem FDP-Bundesparteitag in Gera Kinkels Demontage, da sie die Stimmung der Delegierten traf. Wolfgang Gerhardt stand schon als Nachfolger bereit. Kinkel gewann nach Intervention von großen Teilen der Parteiführung und auch der Parteilinken (sog. Freiburger Kreis) die Vertrauensabstimmung knapp und blieb noch ein halbes Jahr im Amt.
Auf dem 10. Bundeskongress in Bad Salzuflen wählten die Jungen Liberalen Michael Kauch zum Bundesvorsitzenden, der einen diplomatischeren Ton anschlug.
Lange war außerdem Listenkandidat seiner Partei für die Landtagswahl in Nordrhein-Westfalen 1990 und Weseler Kommunalpolitiker – u. a. als FDP-Kreisvorsitzender. Ralph Lange lebt heute als freiberuflicher Programmierer in Frankfurt am Main und war dort stellvertretender Ortsvorsitzender der FDP bis 2020.
Im November 2023 gehörte Lange zu den Erstunterzeichnern eines bundesweiten Aufrufes von FDP-Mitgliedern für den Verbleib in der Koalition aus SPD, Grüne und FDP.
Ralph Lange wurde 2023 von der Stadtverordnetenversammlung der mittelhessischen Stadt Laubach zu einem der beiden Radwegebeauftragten ernannt und 2024 wieder entbunden.